# Michel Amiel
Michel Amiel (ur. 3 lipca 1954) – francuski polityk, senator.

## Działalność publiczna
Od 2001 do 2017 i ponownie od 2020 jest merem Les Pennes-Mirabeau. Od 1 października 2014 do 2 października 2020 zasiadał w Senacie reprezentując departament Delta Rodanu.